# Jonathan King

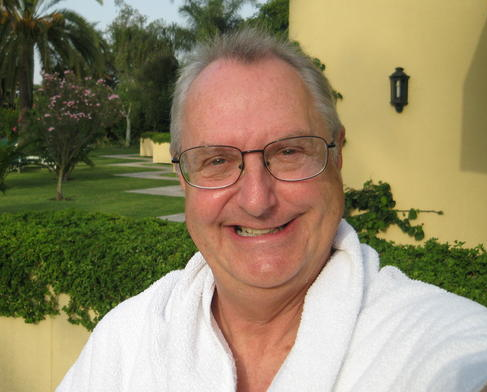
Foto de Jonathan King en 2007

Jonathan King (Kenneth George King), es un cantante, compositor, y productor de música y TV; nacido el 6 de diciembre de 1944 en Londres, Inglaterra.
Se hizo público por primera vez cuando escribió y cantó "Everyone's Gone to the Moon" (Todos se han ido a la Luna) en el año 1965. Luego se convertiría en un ejecutivo y emprendedor de una compañía de grabación, grabando más canciones bajo su propio nombre y otras con varios seudónimos, siendo a la vez escritor y productor de otros artistas. En total en su carrera, ha vendido unos 40 millones de discos a nivel mundial.
En 2001, King es condenado por abuso sexual, cometido en 1980 contra niños de entre 14 y 15 años, por lo cual paso tres años y medio en la cárcel.

## Biografía

### 1960 y 1970
Hijo de padre norteamericano y madre inglesa, King fue educado en la escuela Charterhouse y en Trinity College de Cambridge. Hizo sus primeras grabaciones de sonido con Joe Meek, pero no fueron lanzadas al mercado. Aún como estudiante, escribió y canto el éxito "Everyone's Gone to the Moon", que llegó a lo más alto de los rankings en 1965. Antes de graduarse, escribió y produjo más éxitos, tales como "It's Good News Week" de Hedgehoppers Anonymous y "Johnny Reggae" de The Pligets. En esa época descubrió un grupo musical cuyos miembros también estudiaban en la escuela Charterhouse; dándole el nombre de Genesis.
Luego de que King se graduara, su serie televisiva que se transmitía los sábados por la noche Buenas Noches; Soy Jonathan King, fue vista a nivel nacional en Inglaterra durante seis meses por la cadena ITV. También dirigió la compañía Decca Records dos veces, primero en 1960 y luego a fines de 1970.
Bajo diferentes nombres realizó y produgo un gran número de canciones. Entre estas se encontraban: "Let It All Hang Out", "It Only Takes A Minute", "Sugar, Sugar", "Loop di Love", "Hooked On A Feeling", "Lazybones" y "The Sun Has Got His Hat On". Produjo al grupo Bay City Rollers y cantó en su primer éxito, "Keep on Dancing". También apoyó el musical The Rocky Horror Show y produjo el álbum de su banda de sonido. En los años 1971, 1972 y 1973 fue elegido como el Productor del Año, de acuerdo a la revista Music Week.
Su propio sello discográfico, UK Records tiene éxitos con el grupo 10cc, al que el mismo nombró, Terry Dactyl and the Dinosaurs, Roy C, Carl Malcolm con "Fattie Bum Bum", The First Class con "Beach Baby", Lobo, y St. Cecilia.
King frecuentemente trabajaba bajo seudónimos, tales como "Shag", "Sakkarin", "Bubblerock", "100 Ton and a Feather" y "Nemo", aunque en 1975, una canción bajo su propio nombre, "Una Paloma Blanca", tuvo el premio como mejor disco del año.

### 1980 y 1990
King se apartó de su industria musical en los 80, para incursionar más en la radio y la televisión. Presentó un programa diario en la radio de Nueva York, WMCA a lo largo de la década, el cual tuvo mucho éxito. También produjo la serie Entertainment USA para la BBC, la cual fue éxito y creó el programa televisivo juvenil "No Limits".
King también escribió una columna en el periódico The Sun durante ocho años, llamada 'USA Bizarra', y sus críticas sobre Band Aid y Live Aid provocaron 18.500 cartas en un solo día. También escribió de forma regular para otros periódicos y revistas, publicando dos novelas llamadas "Bible Two" y "The Booker Prize Winner".
King escribió y produjo los premios BRIT para la BBC en 1987, 1990, 1991, y 1992. En 1995 organizó el programa Una Canción Para Europa, un concurso de la BBC para seleccionar al mejor cantante. En 1996 la canción presentada por el participante Gina G "Ooh Aah... Just A Little Bit", se convirtió en número uno en los rankings del Reino Unido, mientras que en 1997 la canción presentada por Katrina and the Waves, "Love Shine a Light", ganó el concurso. También fue responsable de los programas de "El disco del año" de la televisión británica, que se emitía de forma regular para la Navidad.
En 1993 creó la publicación semanal musical The Tip Sheet, la cual continua en línea como un Blog de mensajes, discutiendo y promoviendo actos musicales desconocidos, y en 1997 obtuvo el premio de la Industria Fonográfica Británica (BPI) como "Hombre del año", en una ceremonia en el hotel Grosvenor House, con un mensaje de apoyo del entonces primer ministro británico Tony Blair.
King también es un fan de la saga de libros de Harry Potter, y lanzó un CD de tributo en el año 1999.

### 2001-2004 Condena y Cárcel
En noviembre de 2000, King fue cuestionado por la policía y se le imputaron los cargos de abuso sexual que se remontaban a 1970. Luego de que el caso atrajera a la audiencia pública, diversas personas presentaron más casos, y finalmente fue condeando por seis abusos sexuales contra niños de entre 14 y 15 años cometidos entre 1983 y 1989. Un juicio posterior con alegatos de 1970, le dieron a King la absolución de los cargos.

### 2005-actualidad
Una vez que sale de prisión, declara que su intención es regresar a la industria de la música y el entretenimiento. En 2007 lanzó una colección de canciones principalmente nuevas, titulada "Earth to King". Una de estas canciones produjo controversia en julio de 2007, ya que parecía defender al asesino en serie Harold Shipman.